# زاك كارول
زاك كارول (بالإنجليزية: Zach Carroll)‏ (16 مارس 1994 بغراند بلانك في الولايات المتحدة - ) هو لاعب كرة قدم أمريكي في مركز الدفاع. لعب مع نيويورك ريد بولز وFredericksburg FC ‏ ونيو يورك ريد بولز 2 وFlint City Bucks ‏.

## وصلات خارجية
- زاك كارول على موقع قاعدة بيانات كرة القدم.إي يو (الإنجليزية)
- زاك كارول على موقع Soccerway.com (الإنجليزية)